# Nazionale maschile under 20 di calcio dell'Italia
La nazionale di calcio italiana Under-20, i cui giocatori sono soprannominati gli azzurrini, è la rappresentativa calcistica Under-20 nazionale dell'Italia ed è posta sotto l'egida della Federazione Italiana Giuoco Calcio. Nella gerarchia delle nazionali giovanili italiane è posta prima della nazionale Under-19.

## Struttura
L'Under-20 è la nazionale che ogni due anni dovrebbe partecipare alla fase finale del campionato del mondo U-20, ma la sua presenza in questo torneo dipende dai risultati della nazionale Under-19 al campionato d'Europa U-19, che si svolge un anno prima del campionato del mondo e qualifica le nazionali europee a questa competizione.
Quando la nazionale Under-20 non deve preparare un mondiale, viene impiegata come squadra sperimentale in funzione dell'Under-21. Vengono, quindi, provati nuovi giocatori o vengono fatti giocare giovani che non hanno trovato spazio nelle convocazioni dell'Under-21.
Fino al 2018 la nazionale Under-20 ha partecipato con le Under-20 di Germania, Svizzera e Polonia al Torneo Quattro Nazioni, con incontri di andata e ritorno (6 partite in tutto) svolti durante la stagione fra le 4 nazionali. Dal 2017 il torneo si chiama Torneo Otto Nazioni o Elite League U-20, e prevede la partecipazione di 8 nazionali. La squadra partecipa inoltre, qualora venga stabilito il limite Under-20, a manifestazioni come i Giochi del Mediterraneo o il Torneo di Tolone.

## Storia
Nell'edizione del mondiale Under-20 svoltasi in Egitto nel 2009 la formazione azzurra uscì ai quarti di finale.
Ai Giochi del Mediterraneo di Pescara 2009 la squadra arrivò seconda, battuta in finale dalla Spagna per 2-1 allo stadio Adriatico di Pescara.
Al campionato mondiale di categoria del 2017 ha ottenuto la medaglia di bronzo.
Al Torneo Otto Nazioni 2021-2022 la squadra ha ottenuto il primo posto vincendo la competizione.
Al campionato mondiale di categoria del 2023 ha ottenuto la medaglia d'argento, battuta in finale dall'Uruguay.

## Partecipazioni a competizioni internazionali

### Campionato mondiale Under-20
| Anno   | Piazzamento      | G               | V               | N*              | P               | GF              | GS              |
| ------ | ---------------- | --------------- | --------------- | --------------- | --------------- | --------------- | --------------- |
| 1977   | Primo turno      | 3               | 0               | 2               | 1               | 1               | 3               |
| 1979   | Non qualificata  | Non qualificata | Non qualificata | Non qualificata | Non qualificata | Non qualificata | Non qualificata |
| 1981   | Primo turno      | 3               | 0               | 0               | 3               | 1               | 6               |
| 1983   | Non qualificata  | Non qualificata | Non qualificata | Non qualificata | Non qualificata | Non qualificata | Non qualificata |
| 1985   | Non qualificata  | Non qualificata | Non qualificata | Non qualificata | Non qualificata | Non qualificata | Non qualificata |
| 1987   | Quarti di finale | 4               | 2               | 1               | 1               | 5               | 3               |
| 1989   | Non qualificata  | Non qualificata | Non qualificata | Non qualificata | Non qualificata | Non qualificata | Non qualificata |
| 1991   | Non qualificata  | Non qualificata | Non qualificata | Non qualificata | Non qualificata | Non qualificata | Non qualificata |
| 1993   | Non qualificata  | Non qualificata | Non qualificata | Non qualificata | Non qualificata | Non qualificata | Non qualificata |
| 1995   | Non qualificata  | Non qualificata | Non qualificata | Non qualificata | Non qualificata | Non qualificata | Non qualificata |
| 1997   | Non qualificata  | Non qualificata | Non qualificata | Non qualificata | Non qualificata | Non qualificata | Non qualificata |
| 1999   | Non qualificata  | Non qualificata | Non qualificata | Non qualificata | Non qualificata | Non qualificata | Non qualificata |
| 2001   | Non qualificata  | Non qualificata | Non qualificata | Non qualificata | Non qualificata | Non qualificata | Non qualificata |
| 2003   | Non qualificata  | Non qualificata | Non qualificata | Non qualificata | Non qualificata | Non qualificata | Non qualificata |
| 2005   | Quarti di finale | 5               | 2               | 1               | 2               | 10              | 8               |
| 2007   | Non qualificata  | Non qualificata | Non qualificata | Non qualificata | Non qualificata | Non qualificata | Non qualificata |
| 2009   | Quarti di finale | 5               | 2               | 1               | 2               | 9               | 9               |
| 2011   | Non qualificata  | Non qualificata | Non qualificata | Non qualificata | Non qualificata | Non qualificata | Non qualificata |
| 2013   | Non qualificata  | Non qualificata | Non qualificata | Non qualificata | Non qualificata | Non qualificata | Non qualificata |
| 2015   | Non qualificata  | Non qualificata | Non qualificata | Non qualificata | Non qualificata | Non qualificata | Non qualificata |
| 2017   | Terzo posto      | 7               | 3               | 2               | 2               | 10              | 9               |
| 2019   | Quarto posto     | 7               | 4               | 1               | 2               | 8               | 5               |
| 2023   | Secondo posto    | 7               | 5               | 0               | 2               | 13              | 8               |
| Totale | 8/23             | 41              | 18              | 8               | 15              | 57              | 51              |

* I pareggi includono anche le partite concluse ai tiri di rigore.

## Partecipazioni ai Giochi del Mediterraneo come Under-20
- Pescara 2009: Argento

## Palmarès
- Campionato mondiale Under-20:

 2023
 2017
- Torneo Mediterraneo:

 2009
- Torneo Quattro Nazioni:

 2001-2002, 2002-2003, 2005-2006, 2015-2016
 2006-2007, 2007-2008, 2011-2012, 2012-2013, 2014-2015
 2004-2005, 2010-2011
- Torneo Otto Nazioni:

 2021-2022, 2022-2023, 2023-2024
- Torneo di Tolone:[6]

 2002, 2003
 1975, 2000

## Premi individuali
Alcuni giocatori italiani si sono aggiudicati i premi individuali di Miglior giocatore, di Capocannoniere e di Miglior portiere della manifestazione che vengono assegnati a conclusione di ogni Mondiale Under-20.
| Edizione | Miglior giocatore |
| 2023     | Cesare Casadei    |
| -------- | ----------------- |

| Edizione | Capocannoniere    |
| 2017     | Riccardo Orsolini |
| 2023     | Cesare Casadei    |
| -------- | ----------------- |

| Edizione | Miglior portiere       |
| 2023     | Sebastiano Desplanches |
| -------- | ---------------------- |

## Tutte le rose

### Campionato mondiale di calcio Under-20
Campionato del mondo Under-20 19771 Galli, 2 Garuti, 3 Baresi, 4 Sacchetti, 5 Ferrario, 6 Di Gennaro, 7 Mastalli, 8 Sabato, 9 Capuzzo, 10 Colla, 11 Cantarutti, 12 Pinti, 13 Andrea Maiani, 14 Pedrazzini, 15 Serena, 16 Pietro Sbaccanti, 17 Greco, 18 Gaudino, CT: Acconcia
Campionato del mondo Under-20 19811 Riccetelli, 2 Bruno, 3 Icardi, 4 Manzo, 5 Ferri, 6 Progna, 7 Mariani, 8 Koetting, 9 Galderisi, 10 Mileti, 11 Cinello, 12 Drago, 13 Fontanini, 14 Righetti, 15 Gamberini, 16 Pari, 17 Donà, 18 Coppola, CT: Acconcia
Campionato del mondo Under-20 19871 Limonta, 2 Rivolta, 3 Manzo, 4 Zanutta, 5 Rocchigiani, 6 Giunchi, 7 Melli, 8 Sinigaglia, 9 Impallomeni, 10 Carrara, 11 Mandelli, 12 Caniato, 13 Garzya, 14 Cuicchi, 15 Caverzan, 16 Fiorentini, 17 Rizzolo, 18 Compagno, CT: Lupi
Campionato del mondo Under-20 20051 Viviano, 2 Marzorati, 3 D'Agostino, 4 Nocerino, 5 Coda, 6 Canini, 7 Defendi, 8 Carotti, 9 Pellè, 10 Troiano, 11 Galloppa, 12 Virgili, 13 Battaglia, 14 Di Dio, 15 Aquilanti, 16 Bentivoglio, 17 De Martino, 18 Agnelli, 19 Nieto, 20 Cozzolino, 21 Padelli, CT: Berrettini
Campionato del mondo Under-20 20091 Fiorillo, 2 Crescenzi, 3 Mazzotta, 4 Gentili, 5 Albertazzi, 6 Calderoni, 7 Della Penna, 8 Mazzarani, 9 Eusepi, 10 Sciacca, 11 Misuraca, 12 Gasparri, 13 Bini, 14 Bruscagin, 15 Regini, 16 Bonaventura, 17 Mustacchio, 18 Raggio Garibaldi, 19 Romizi, 20 Maritato, 21 Piccolo, CT: Rocca
Campionato del mondo Under-20 20171 Plizzari, 2 Scalera, 3 Dimarco, 4 Barella, 5 Romagna, 6 Coppolaro, 7 Orsolini, 8 Mandragora, 9 Favilli, 10 Vido, 11 Pessina, 12 Zaccagno, 13 Sernicola, 14 Pezzella, 15 Vitale, 16 Cassata, 17 Panico, 18 Ghiglione, 19 Marchizza, 20 Bifulco, 21 Perisan, CT: Evani
Campionato del mondo Under-20 20191 Plizzari, 2 Candela, 3 Tripaldelli, 4 Gabbia, 5 Buongiorno, 6 Bettella, 7 Frattesi, 8 Colpani, 9 Pinamonti, 10 Capone, 11 Scamacca, 12 Carnesecchi, 13 Ranieri, 14 Bellanova, 15 Delprato, 16 Gori, 17 Pellegrini, 18 Olivieri, 19 Alberico, 20 Esposito, 21 Loria, CT: Nicolato
Campionato del mondo Under-20 20231 Desplanches, 2 Zanotti, 3 Turicchia, 4 Prati, 5 Ghilardi, 6 Giovane, 7 Pisilli, 8 Casadei, 9 Ambrosino, 10 Baldanzi, 11 Montevago, 12 Zacchi, 13 Fiumanò, 14 Guarino, 15 Fontanarosa, 16 Faticanti, 17 Lipani, 18 Esposito, 19 Degli Innocenti, 20 Pafundi, 21 Sassi, CT: Nunziata

### Giochi del Mediterraneo
Giochi del Mediterraneo 20011 Spadavecchia, 2 Zaccardo, 3 Maggio, 4 Fissore, 5 Cardinale, 6 Dossena, 7 Simone Pacini, 9 Calaiò, 10 Mancinelli, 11 Sculli, 12 Pegolo, 13 Luca Del Chiaro, 16 Simonluca Agazzone, 17 Balzaretti, 18 Palombo, 19 Semioli, 20 Marco Ferro, 21 Pellicori, CT: Rocca
Giochi del Mediterraneo 20091 Fiorillo, 2 Bini, 3 Calderoni, 4 Albertazzi, 5 Tagliani, 6 Mazzarani, 7 Mustacchio, 8 Raggio Garibaldi, 9 Mendicino, 10 Visconti, 11 Bonaventura, 12 Gasparri, 13 Crescenzi, 14 Darmian, 15 Della Penna, 16 Di Tacchio, 17 Sciacca, 18 Immobile, CT: Rocca

## Rosa attuale
I seguenti 22 giocatori sono stati convocati per le partite del Torneo Otto Nazioni contro la Turchia che si disputerà il 20 marzo 2025.
Statistiche aggiornate al 14 marzo 2025.
|  | P | Jacopo Seghetti       | 17 febbraio 2005  | 0 | -0 | Empoli              |  |  |
|  | P | Lorenzo Torriani      | 31 gennaio 2005   | 3 | -7 | Milan               |  |  |
|  |   |                       |                   |   |    |                     |  |  |
|  | D | Adam Bakoune          | 6 febbraio 2006   | 4 | 1  | Milan               |  |  |
|  | D | Davide Bartesaghi     | 29 dicembre 2005  | 4 | 0  | Milan Futuro        |  |  |
|  | D | Fabio Chiarodia       | 5 giugno 2005     | 6 | 0  | Borussia M'gladbach |  |  |
|  | D | Matteo Cocchi         | 1º febbraio 2007  | 0 | 0  | Inter               |  |  |
|  | D | Francesco Coppola     | 11 aprile 2005    | 0 | 0  | Vis Pesaro          |  |  |
|  | D | Riyad Idrissi         | 13 giugno 2005    | 6 | 0  | Modena              |  |  |
|  | D | Raphael Kofler        | 26 aprile 2005    | 3 | 1  | Südtirol            |  |  |
|  | D | Giacomo Stabile       | 12 aprile 2005    | 1 | 0  | Alcione             |  |  |
|  |   |                       |                   |   |    |                     |  |  |
|  | C | Thomas Berenbruch     | 31 maggio 2005    | 2 | 0  | Inter               |  |  |
|  | C | Aaron Ciammaglichella | 26 gennaio 2005   | 4 | 2  | Ternana             |  |  |
|  | C | Matteo Cichella       | 4 ottobre 2005    | 5 | 0  | Frosinone           |  |  |
|  | C | Jonas Harder          | 30 settembre 2005 | 5 | 0  | Fiorentina          |  |  |
|  | C | Luca Lipani           | 18 maggio 2005    | 9 | 2  | Sassuolo            |  |  |
|  | C | Patrick Nuamah        | 31 dicembre 2005  | 0 | 0  | Brescia             |  |  |
|  | C | Kevin Zeroli          | 11 gennaio 2005   | 5 | 0  | Monza               |  |  |
|  |   |                       |                   |   |    |                     |  |  |
|  | A | Richi Agbonifo        | 8 gennaio 2006    | 0 | 0  | Verona              |  |  |
|  | A | Maat Daniel Caprini   | 11 febbraio 2006  | 0 | 0  | Fiorentina          |  |  |
|  | A | Ismael Konate         | 29 marzo 2006     | 4 | 0  | Empoli              |  |  |
|  | A | Alessio Vacca         | 15 giugno 2005    | 1 | 2  | Juventus            |  |  |
|  | A | Dominic Vavassori     | 9 dicembre 2005   | 5 | 1  | Atalanta U23        |  |  |

## Commissari tecnici
- Italo Acconcia (1976-1982)
- Luciano Lupi (1987-1988)
- Claudio Gentile (1998-2000)
- Francesco Rocca (2000-2004)
- Paolo Berrettini (2004-2006)
- Pierluigi Casiraghi (2006-2007)
- Pierluigi Casiraghi e  Massimo Piscedda (2007-2008)
- Pierluigi Casiraghi e  Francesco Rocca (2008-2010)
- Francesco Rocca (2010-2011)
- Luigi Di Biagio (2011-2013)
- Alberico Evani (2013-2017)
- Federico Guidi (2017-2018)
- Paolo Nicolato (2018-2019)
- Daniele Franceschini (2019-2020)
- Alberto Bollini (2020-2022)
- Carmine Nunziata (2022-2023)
- Attilio Lombardo (2023)
- Alberto Bollini (2023-2024)
- Bernardo Corradi (2024-2025)
- Carmine Nunziata (2025-in carica)

## Staff tecnico
- Commissario tecnico: Carmine Nunziata
- Vice allenatore: Matteo Brighi
- Vice allenatore: Mirco Gasparetto
- Capo delegazione: Gianfranco Serioli
- Coordinatore: Maurizio Viscidi
- Preparatore dei portieri: Graziano Vinti
- Preparatore atletico: Marco Montini
- Medici: Matteo Vitali, Emanuele Fabrizi
- Fisioterapista: Andrea Cannata, Tommaso Cantera
- Nutrizionista: Cristian Petri
- Match analyst: Francesco Donzella
- Segretario: Fabio Ferappi, Giulio Massi